# Josef Prorok
Josef Prorok (* 16. November 1987 in Prag) ist ein ehemaliger tschechischer Sprinter und Hürdenläufer, der sich auf die 400-Meter-Distanz spezialisiert hat.

## Sportliche Laufbahn
Erste internationale Erfahrungen sammelte Josef Prorok im Jahr 2006, als er bei den Juniorenweltmeisterschaften in Peking im 400-Meter-Hürdenlauf mit 52,29 s im Halbfinale ausschied und mit der tschechischen 4-mal-400-Meter-Staffel mit 3:08,69 min den Finaleinzug verpasste. Im Jahr darauf schied er bei den U23-Europameisterschaften in Debrecen mit 51,16 s im Vorlauf über die Hürden aus und 2009 wurde er bei den U23-Europameisterschaften in Kaunas in 51,02 s Achter. 2010 schied er bei den Hallenweltmeisterschaften in Doha mit der Staffel mit 3:09,76 min den Finaleinzug und im Juli erreichte er bei den Europameisterschaften in Barcelona das Finale über 400 m Hürden und belegte dort in 49,68 s den sechsten Platz. 2012 schied er bei den Hallenweltmeisterschaften in Istanbul mit der Staffel mit 3:09,46 min in der Vorrunde aus und anschließend erreichte er bei den Europameisterschaften in Helsinki das Halbfinale im Hürdenlauf, wurde dort aber disqualifiziert, während er im Staffelbewerb mit neuem Landesrekord von 3:02,72 min den fünften Platz erreichte. Daraufhin nahm er im Hürdenlauf an den Olympischen Spielen in London teil, kam dort aber mit 50,33 s nicht über die erste Runde hinaus. Im Jahr darauf schied er bei den Halleneuropameisterschaften in Göteborg im 400-Meter-Lauf mit 48,45 s in der Vorrunde aus und gewann mit der tschechischen Mannschaft in 3:07,64 min die Bronzemedaille hinter den Teams aus dem Vereinigten Königreich und Russland. Anfang Juni bestritt er beim traditionsreichen Memoriál Josefa Odložila in Prag seinen letzten Wettkampf und beendete daraufhin seine aktive sportliche Karriere im Alter von 25 Jahren.
In den Jahren von 2009 bis 2011 wurde Prorok tschechischer Meister im 400-Meter-Hürdenlauf sowie 2007, 2008 und 2011 auch in der 4-mal-400-Meter-Staffel. In der Halle siegte er 2006 und 2008 sowie 2010 und 2012 in der 4-mal-400-Meter-Staffel sowie 2010 auch im 200-Meter-Lauf.

## Persönliche Bestzeiten
- 200 Meter: 21,73 s (−0,5 m/s), 9. Juli 2008 in Prag
  - 200 Meter (Halle): 21,39 s, 28. Februar 2010 in Prag
- 400 Meter: 46,48 s, 6. Juni 2010 in Prag
  - 400 Meter (Halle): 46,88 s, 16. Februar 2010 in Wien
- 400 m Hürden: 49,68 s, 31. Juli 2010 in Barcelona